# 마이크 몬티
마이크 몬티(Mike Monty, 1936년 10월 23일 ~ 2006년 8월 4일)는 미국의 배우, 각본가, 영화 프로듀서이다.
채터누가에서 태어났으며 이탈리아 로마에서 사망하였다.(이유: 심근 경색)

## 영화
- 스트리트 킬러 (1992년)
- 13번째 특명 (1992년)
- 블로우백 2 (1991년)
- 피의 경주 (1991년)
- 아이 오브 이글 2 (1989년)
- 파이어링 라인 (1988년)
- 좀비 3 (1988년)
- 게릴라 (1988년)
- 라스트 플래툰 (1988년)
- 무비 인 액션 (1987년)
- 정글 래츠 (1987년)
- 아이 오브 이글 (1987년)
- 더블 타겟 (1987년)
- 팬텀 솔저 (1987년)
- 스트라이크 코만도 (1987년)
- 실크 (1986년)
- 끝없는 전쟁 (1986년)
- 닌자 워리어스 (1985년)
- 슬래쉬 (1984년)